# Đạo giáo
Đạo giáo (tiếng Trung: 道教) (Đạo nghĩa là con đường, đường đi, giáo là sự dạy dỗ) hay gọi là Tiên Đạo, là một nhánh triết học và tôn giáo của Trung Quốc, được xem là tôn giáo đặc hữu chính thống của đất nước này. Nguồn gốc lịch sử của Đạo giáo được xác nhận nằm ở thế kỉ thứ 4 trước CN, khi tác phẩm Đạo Đức kinh của Lão Tử xuất hiện. Các tên gọi khác là Lão giáo, Đạo Lão, Đạo Hoàng Lão, hay Đạo gia, Tiên Giáo.
Đạo giáo là một trong Tam giáo tồn tại từ thời Trung Quốc cổ đại, song song với Nho giáo và Phật giáo. Ba truyền thống tư tưởng nội sinh (Nho-Lão) và ngoại nhập (Phật) này đã ảnh hưởng rất lớn đến nền tảng văn hoá Trung Quốc. Mặc dù có rất nhiều quan điểm khác biệt nhưng cả ba giáo lý này đã hoà hợp thành một truyền thống. Ảnh hưởng của Tam giáo trong lĩnh vực tôn giáo và văn hoá vượt khỏi biên giới Trung Quốc, được truyền đến các nước lân cận như Việt Nam, Triều Tiên, Đài Loan và Nhật Bản.
Tại Trung Quốc, Đạo giáo đã ảnh hưởng đến các lĩnh vực chính trị, kinh tế, triết học, văn chương, nghệ thuật, âm nhạc, dưỡng sinh, y khoa, hoá học, vũ thuật và địa lý.
Vì xuất hiện dưới nhiều trạng thái khác biệt và sự khó phân ranh rõ ràng với những tôn giáo khác nên người ta không nắm được số người theo Đạo giáo. Đặc biệt có nhiều người theo Đạo giáo sinh sống tại Đài Loan, nơi nhiều trường phái Đạo gia đã lánh nạn Cách mạng văn hoá tại Trung Quốc lục địa. Hiện nay, Đạo giáo có khoảng hơn 400 triệu tín đồ, chủ yếu tập trung tại các nước như là Trung Quốc, Singapore, Malaysia, Đài Loan và cộng đồng người Hoa hải ngoại.
Trong tín ngưỡng Đạo Giáo cũng thường hay nhắc tới các vị Tiên và việc thờ cúng các vị Tiên là thể hiện sự kính trọng với họ. Tuy nhiên, ở trong lý luận triết học Đạo giáo thì lại không quan trọng về vấn đề này.

## Sự hình thành Đạo giáo

Đạo Giáo Tam Thánh

Người ta không biết rõ Đạo giáo khởi phát lúc nào, chỉ thấy được là tôn giáo này hình thành qua một quá trình dài, thâu nhập nhiều trào lưu thượng cổ khác. Đạo giáo thâu nhập nhiều tư tưởng đã phổ biến từ thời Nhà Chu (1040-256 trước CN). Thuộc về những tư tưởng này là vũ trụ luận về thiên địa, ngũ hành, bát quái, tứ tượng, thuyết về năng lượng, chân khí), thuyết âm dương và Kinh Dịch. Nhưng, ngoài chúng ra, những truyền thống tu luyện thân tâm như điều hoà hơi thở, Thái cực quyền, Khí công, Thiền định, thiết tưởng linh ảnh, thuật luyện kim và những huyền thuật cũng được hấp thụ với mục đích đạt trường sinh bất tử. Việc tu luyện đạt trường sinh có bắt nguồn có lẽ từ những khái niệm rất cổ xưa, bởi vì trong Nam Hoa chân kinh của Trang Tử, một tác phẩm trứ danh của Đạo giáo thế kỉ thứ 4 trước CN thì các vị tiên trường sinh bất tử đã được nhắc đến, và đại diện tiêu biểu cho họ chính là Hoàng Đế và Tây Vương Mẫu, những hình tượng đã có trong thời nhà Thương, thiên niên kỉ 2 trước CN.
Đạo trong sự trình bày của Lão Tử (609 trước CN) là một khái niệm trừu tượng chỉ cái tự nhiên, cái có sẵn một cách tự nhiên: "Người thuận Đất, Đất thuận Trời, Trời thuận Đạo, Đạo thuận Tự nhiên". Nó là nguồn gốc của vạn vật. Đức là biểu hiện cụ thể của Đạo trong từng sự vật. Đạo sinh ra vạn vật, nhưng làm cho vật nào hình thành ra vật ấy và tồn tại được trong vũ trụ là do Đức. Nếu Đạo là cái Tĩnh vô hình thì Đức là cái Động hữu hình của Đạo. Nếu Đạo là bản chất của vũ trụ thì Đức là sự cấu tạo và tồn tại của vũ trụ
Sự sinh hóa từ Đạo ra Đức, từ Đức trở về Đạo ở Lão Tử thấm nhuần sâu sắc tinh thần biện chứng âm dương. Được chi phối bởi luật quân bình âm dương, vạn vật tồn tại theo lẽ tự nhiên một cách rất hợp lý, công bằng, chu đáo, và do vậy mà mầu nhiệm. Hợp lý, vì theo Lão Tử, lẽ tự nhiên giống như việc giương cung, cao thì ghìm xuống, thấp thì nâng lên. Công bằng, vì nó luôn bớt chỗ thừa mà bù vào chỗ thiếu. Chu đáo, vì nó như cái lưới trời lồng lộng, tuy thưa mà khó lọt. Bởi vậy mà nó mầu nhiệm tới mức không cần tranh mà chiến thẳng, không cần nói mà ứng nghiệm. Mọi sự bất cập hay thái quá đều trái với lẽ tự nhiên, và do vậy sẽ tự điều chỉnh theo luật âm dương chuyển hóa: "vật hễ bớt thì nó thêm, thêm thì nó bớt".
Từ đây, Lão Tử suy ra triết lý sống tối ưu là muốn làm việc gì, phải đi từ điểm đối lập, phải vô vi (không làm). Vô vi không có nghĩa là hoàn toàn không làm gì, mà là hòa nhập với tự nhiên, đừng làm gì thái quá. Vì làm thái quá thì theo luật âm dương "vật cực tắc phản", kết quả thu được còn tệ hại hơn là hoàn toàn không làm gì. Triết lý vô vi áp dụng vào đời sống cá nhân là "chỉ vì không tranh nên thiên hạ không ai tranh nổi với mình". Áp dụng vào đời sống xã hội, Lão Tử không tán thành lối cai trị cưỡng chế, áp đặt đương thời, ông nói muốn dân yên ổn thì cai trị một nước phải "giống như kho một nồi cá nhỏ": cá nhỏ nên để yên, không cạo vẩy, không cắt bỏ ruột, khi kho không quấy đảo – cạo, cắt, khuấy đảo chỉ tổ làm cho cá nát. Đạo chẳng phải cái gì khác ngoài sự phạm trù hóa triết lý tôn trọng tự nhiên; còn Đức chính là sự phạm trù hóa luật âm dương biến đổi. Khổng thì "nhập thế", "hữu vi", còn Lão thì "xuất thế", "vô vi". Hegel từng nhận xét rằng tư tưởng của đạo Khổng thì nghèo nàn, còn Lão Tử mới xứng đáng là người đại diện cho tinh thần phương Đông cổ đại.
Trong khi đạo của Khổng Tử hết sức thực tế vẫn không được dùng thì dễ hiểu là triết lý của Lão Tử càng không thể được sử dụng. Lão Tử phàn nàn: "Lời nói của ta rất dễ hiểu, rất dễ làm, thế mà thiên hạ không ai hiểu, không ai làm".
Mãi đến Trang Tử (khoảng 369 – 286 tr.CN), học thuyết của Lão Tử mới lại được người đời chú ý.
Trong lĩnh vực nhận thức, phát triển tư tưởng biện chứng của Lão Tử, Trang Tử đã tuyệt đối hóa sự vận động, xóa nhòa mọi ranh giới giữa con người với thiên nhiên, giữa phải và trái, giữa tồn tại và hư vô, đẩy phép biện chứng tới mức cực đoan thành một thứ tương đối luận.
Trong lĩnh vực xã hội, nếu như Lão Tử chỉ dừng ở mức không tán thành cách cai trị hữu vi, thì Trang Tử căm ghét kẻ thống trị đến cực độ; ông không chỉ bất hợp tác với họ mà còn nguyền rủa, châm biếm họ là bọn đại đạo (kẻ trộm lớn).
Nhưng Trang Tử đẩy phép vô vi với chủ trương sống hòa mình với tự nhiên của Lão Tử tới mức cực đoan thành chủ yếm thoát thế tục, trở về xã hội nguyên thủy: "Núi không đường đi, đầm không cầu thuyền, muôn vật sống chung, làng xóm liên tiếp cùng ở với cầm thú".
Trong cảnh loạn li cuối thời Đông Hán (thế kỷ thứ 2), tư tưởng của Lão Tử cộng với chất duy tâm mà Trang Tử đưa vào đã trở thành cơ sở cho việc thần bí hóa đạo gia thành Đạo giáo. Chủ trương vô vi cùng với thái độ phản ứng của Lão – Trang đối với chính sách áp bức bóc lột của tầng lớp thống trị khiến cho Đạo giáo rất thích hợp để dùng vũ khí tinh thần tập hợp nông dân khởi nghĩa.
Đạo giáo thờ "Đạo" và tôn Lão Tử làm giáo chủ, gọi là "Thái Thượng Lão Quân", coi ông là hóa thân của "Đạo" giáng sinh xuống cõi trần. Nếu mục đích của việc tu theo Phật giáo là thoát khổ thì mục đích của việc tu theo Đạo giáo là sống lâu. Đạo giáo có hai phái: Đạo giáo phù thủy dùng các pháp thuật trừ tà trị bệnh, chủ yếu giúp cho dân thường khỏe mạnh; Đạo giáo thần tiên dạy tu luyện, luyện đan, dành cho các quý tộc cầu trường sinh bất tử. Kinh điển của Đạo giáo gọi là Đạo tạng kinh; ngoài sách về nghi lễ, giáo lý, Đạo tạng còn bao gồm cả các sách thuốc, dưỡng sinh bói toán, tướng số, coi đất, thơ văn, bút ký... tổng cộng lên đến trên 50 vạn quyển.
Đạo giáo thần tiên hướng tới việc tu luyện thành thần tiên trường sinh bất tử. Tu tiên có hai cách: nội tu và ngoại dưỡng. Ngoại dưỡng là dùng thuốc trường sinh, gọi là kim đan (hay linh đan, thu được trong lò bằng cách luyện từ một số khoáng chất như thần sa, hùng hoàng, từ thạch, vàng). Nội tu là rèn luyện thân thể, dùng các phép tịch cốc (nhịn ăn), dưỡng sinh, khí công... lấy thân mình làm lò luyện, luyện tinh thành khí, luyện khí thành thần, luyện thần trở về hư vô (Đạo). Con người cũng như vạn vật là từ "Đạo" mà sinh ra; cho nên tu luyện là trở về với "Đạo".

### Lão Tử và Đạo Đức kinh

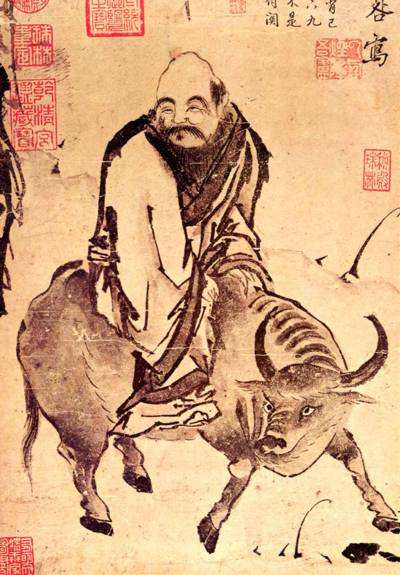
Lão Tử cưỡi trâu rời Trung Hoa

Các nhà nghiên cứu vẫn chưa xác định được là đã thật có một triết gia tên Lão Tử hay không. Các Đạo gia cho rằng, chính ông là tác giả của bộ Đạo Đức kinh. Tiểu sử của ông bị huyền thoại vây phủ và vì vậy gây nhiều tranh luận trong giới học thuật. Tương truyền ông sống thời Chiến Quốc, thế kỉ thứ 6 trước CN, một thời kì được đánh dấu bằng chiến tranh và loạn li. Nhưng thời này cũng được xem là thời vàng son của triết học Trung Quốc vì nhiều nhà tư tưởng đã tìm cách giải hoá vấn đề làm sao để an dân lập quốc. Do đó mà người sau cũng gọi thời kì này là thời của Bách gia chư tử—"hàng trăm trường phái". Đạo Đức kinh hàm dung những tư tưởng này, hướng đến những nhà cầm quyền và cách tạo hoà bình.
Đạo Đức kinh cũng được gọi dưới tên của tác giả, là Lão Tử. Trong dạng được truyền ngày nay thì nó bao gồm hai quyển với tổng cộng 81 chương. Phần thứ nhất nói về Đạo, phần hai nói về Đức. Tuy nhiên, Đạo Đức kinh không là một bộ kinh có một kết cấu lôgic của một thế giới quan, mà chỉ là một tập hợp của những ngạn ngữ huyền bí, tối nghĩa, dường như nó muốn người đọc phải tự lý giải một cách chủ quan. Chính vì vậy mà người ta tìm thấy hàng trăm bản chú giải, hàng trăm bản dịch của bộ Đạo Đức kinh này.

### Trang Tử và Nam Hoa chân kinh
Bộ Nam Hoa chân kinh thì được viết với một phong cách hoàn toàn khác. Tác phẩm này được biên soạn ở thế kỉ thứ 4 trước CN và tương truyền tác giả là Trang Tử (vì vậy mà tên ngắn của tác phẩm này cũng là Trang Tử, tên tác giả). Trong Nam Hoa kinh, thể tính của Đạo được miêu hoạ qua những ngụ ngôn, những mẩu chuyện hàm dung những cuộc đàm thoại triết học. Trang Tử lấy nhiều điểm được nhắc đến trong Đạo Đức kinh làm chủ đề, nhưng lại bài bác những điểm khác một cách rõ ràng. Ví dụ như Trang Tử không hề nhắc đến việc nhắc nhở những nhà cầm quyền an quốc trị dân. Một chân nhân vô sự, lìa thế gian là người lý tưởng trong tác phẩm này. Như trường hợp Đạo Đức kinh, việc xác nhận tác giả của tác phẩm này cũng là một điểm tranh luận lớn. Mặc dù Trang Tử được xem là một nhân vật lịch sử nhưng theo những nhà nghiên cứu sau này thì tác phẩm Nam Hoa chân kinh phần lớn có lẽ được các đệ tử sau này biên tập.
Trong thời Lão Trang, người ta không thấy dấu tích của một tổ chức hay cơ cấu triết học hoặc tôn giáo nào có thể được gọi là Đạo giáo. Chỉ còn một vài tác phẩm hàm dung tư tưởng Đạo giáo được lưu lại, tôn vinh là Thánh điển khi Đạo giáo dần dần hình thành. Tuy nhiên, tất cả các nhà nghiên cứu đều thống nhất với nhau là những tác phẩm này đã được phát triển trong mối quan hệ chặt chẽ với những phương pháp tu tập tôn giáo và tín ngưỡng.

## Đạo giáo như một hệ thống triết học
Sự phân biệt triết học Đạo giáo và tín ngưỡng Đạo giáo là một cách nhìn từ phương Tây và về mặt khái niệm thì nó cũng không đủ rõ ràng. Nó có vẻ như là một phương tiện của nền Hán học châu Âu, được áp dụng để có thể nắm bắt và miêu tả được những khía cạnh lịch sử Đạo giáo lâu dài một cách dễ dàng hơn. Nhìn kĩ thì người Trung Quốc cũng đã có sự phân biệt vi tế trong cách gọi tên trào lưu này. Khi dùng từ Lão Trang (老莊) hoặc Đạo gia (道家) người ta liên tưởng đến khía cạnh triết học và từ Đạo giáo (道教) hoặc Hoàng Lão (黃老) được dùng để chỉ đến khía cạnh tín ngưỡng tôn giáo. Tuy vậy, Đạo giáo cũng là một hiện tượng nhiều khía cạnh như những tôn giáo khác. Trong dòng thời gian hơn hai nghìn năm qua, nhiều hệ thống và chi phái rất khác nhau đã được hình thành. Do vậy mà sự phân biệt giữa triết học và tôn giáo ở đây là một sự giản hoá quá mức và trong giới học thuật người ta cũng không nhất trí có nên phân biệt như vậy nữa hay không, bởi vì nó không tương thích với sự phức tạp của đối tượng nghiên cứu.
Mặc dù vậy, hai khái niệm đối xứng bên trên cũng mang đến một ích lợi nhất định vì chúng hỗ trợ bước đầu phân tích Đạo giáo. Đạo giáo vốn là chỗ tu-hành, giáo dục và rèn luyện con người thành Tiên. Nhưng ta nên nhớ là sự việc phức tạp hơn là sự phân biệt đơn giản trên có thể lột toát được hết.

### Khái niệm Đạo
Tên Đạo giáo xuất phát từ chữ Đạo, một danh từ triết học Trung Hoa đã được dùng rất lâu trước khi bộ Đạo Đức kinh xuất hiện, nhưng chỉ đạt được tầm quan trọng đặc biệt, phổ cập trong văn bản này. Đạo ban đầu có nghĩa là "con đường", những ngay trong tiếng Hán cổ đã có nghĩa "phương tiện", "nguyên lý", "con đường chân chính". Nơi Lão Tử, danh từ này được hiểu như một nguyên lý cơ sở của thế gian, xuyên suốt vạn vật. Theo kinh văn, Đạo là hiện thật tối cao, là sự huyền bí tuyệt đỉnh (chương IV):
道沖，而用之或不盈 。淵兮，似萬物之宗
Đạo xung, nhi dụng chi hoặc bất doanh. Uyên hề, tự vạn vật chi tông.
Đạo trống không, nhưng đổ vào mãi mà không đầy. Đạo sâu thẳm, dường như là tổ tông của vạn vật.
Đạo là đơn vị tối sơ, nguyên lý của vũ trụ và là cái tuyệt đối. Vạn vật xuất phát từ Đạo, nghĩa là cả vũ trụ và như vậy, trật tự vũ trụ cũng từ Đạo mà ra, tương tự như nguyên tắc tự nhiên, nhưng Đạo lại chẳng phải là một nhân vật toàn năng, mà là nguồn gốc và sự dung hoà tất cả những cặp đối đãi và như thế, không thể định nghĩa được. Đạo là Vô danh, như câu đầu của bộ kinh này cho thấy:
道可道，非常道 。名可名，非常名 。
無名天地之始，有名萬物之母 。
Đạo khả đạo, phi thường Đạo. Danh khả danh, phi thường Danh.
Vô danh thiên địa chi thỉ, hữu danh vạn vật chi mẫu.
Đạo mà ta không có thể nói đến được, mới gọi là Đạo phi thường. Danh mà ta không có thể hiểu được, mới chính là cái Danh phi thường.
Vô danh là gốc của thiên địa, hữu danh là mẹ của vạn vật.
Về mặt triết học thì Đạo có thể được xem là siêu việt mọi khái niệm vì nó là cơ sở của tồn tại, là nguyên nhân siêu việt và như vậy, là tất cả, bao gồm tồn tại và phi tồn tại. Trên cơ sở này thì ta không thể luận đàm, định nghĩa được Đạo vì mỗi định nghĩa đều có bản chất hạn chế. Nhưng Đạo lại là cả hai, là sự siêu việt mọi hạn lượng mà cũng là nguyên lý bên trong vũ trụ. Cái Dụng (用) của Đạo tạo ra âm dương, nhị nguyên, những cặp đối đãi và từ sự biến hoá, chuyển động của âm dương mà phát sinh thế giới thiên hình vạn trạng.

### Quan niệm về vũ trụ và vạn vật

Biểu tượng âm dương nói lên bản chất và mối quan hệ giữa âm và dương.

Đối với Đức Lão Tử, nguyên thủy của vũ trụ và vạn vật là Đạo.
Đạo là thể vô hình vô tướng, không sinh không diệt, hằng hữu đời đời. Sở dĩ người ta không thấy được Đạo là vì nó là những nguyên tố rời rạc, chưa kết thành hình tượng. Đạo sinh một, một sinh hai, hai sinh ba, ba sinh vạn vật. Một đó là Thái cực, Hai đó là Âm Dương, Ba đó là Tam Thiên Vị (Ba ngôi: Thái cực, Dương và Âm). Âm và Dương thu nhận Sinh từ ngôi Thái cực, rồi vừa xung đột vừa hòa hiệp, để tạo thành trời đất, vũ trụ và vạn vật. Cho nên theo ông, trong vạn vật đều có Âm Dương: Vạn vật đều cõng một Âm và bồng một Dương.
Vì vậy theo Đạo giáo, trước khi vũ trụ thành hình, trong khoảng không gian hư vô bao la, có một chất sinh rất huyền diệu, gọi là ĐẠO. Đạo biến hóa ra Âm Dương. Âm Dương xô đẩy và hòa hiệp tạo ra vũ trụ và vạn vật. Vạn vật được hóa sinh ra, tác động với nhau, phồn thịnh với nhau, rồi cuối cùng tan rã để trở về trạng thái không vật không hình, tức là trở về nguồn gốc của nó là Đạo.

### Quan niệm về nhân sinh
Đức Lão Tử quan niệm rằng: Đạo Trời không thân ai, không sợ ai. Trời Đất sinh ra muôn vật, cây cỏ, chim muông, nhân loại, không phải cốt để chúng ăn thịt nhau mà các sinh vật đều khắc chế lẫn nhau, nuôi dưỡng nhau, bổ trợ nhau để cùng tồn tại.
Đức Lão Tử không lấy cuộc đời làm lạc thú, xem việc sống như một nghĩa vụ, không yếm thế, không lạc quan, và xem cái chết là một việc phục tùng theo lẽ tự nhiên nhất định. Lão Tử ghét những người ham mê danh lợi, quá coi trọng cái xác thịt của mình. Cái xác thịt giả tạm này là một cái không đáng quý, vì nó thường là mối lo cho người ta; đáng quý nhất là khi người ta biết đem thân ra phụng sự thiên hạ. Đức Lão Tử khuyên người đời không nên quá tôn trọng và thiên về đời sống vật chất, phải tiết chế lòng ham muốn, nên chú trọng tinh thần, lấy cái tâm đè nén cái khí, thà bỏ cái thân này mà giữ được Đạo và Đức.
Lão Tử không bàn đến Thượng đế, Linh hồn, Thiên đàng, Địa ngục, mà chỉ nói một cách tổng quát về nguồn gốc của con người và vạn vật là từ Đạo mà ra, và cuối cùng thì trở về Đạo, hòa vào Đạo và tu Đạo.

### Lý Vô Vi
Muốn hòa vào Đạo, Lão Tử nói về Lý Vô Vi. Vô Vi nghĩa là không làm, tức là không can thiệp vào môi trường tự nhiên, để con người sống theo tự nhiên và cùng với tự nhiên tiến hóa.
Lý Vô Vi gồm: Vô cầu, Vô tranh, Vô đoạt, Vô chấp.
- Vô cầu, giúp ta vô vọng, xa lìa vọng tưởng điên đảo.
- Vô tranh, giúp ta vô đại, xa lìa ý tưởng hơn thua, cao thấp.
- Vô đoạt, giúp ta vô thủ, xa lìa ý tưởng có, không, còn, mất.
- Vô chấp, giúp ta vô ngại, xa lìa ý tưởng trược thanh.
- Vô Vi tức Đạo. Đạo thường vô vi nhi vô bất vi.

Không làm tức là Đạo. Đạo thường không làm, mà không gì không làm được.
Từ chỗ là không làm mà làm được tất cả. Làm được tất cả mà như không làm gì cả. Đó là bí quyết của Đạo. Lý Vô Vi quá sức huyền diệu cao viễn, ít ai thấu triệt nổi, thành ra bị thất truyền hay bị hiểu sai lạc đi.
Đạo sĩ thực hiện theo lý Đạo bằng cách luyện Kim đơn, để gom Tam Bửu: Tinh, Khí, Thần, về một, tức là Tinh Khí Thần hiệp nhứt. Ta phải thanh luyện tiếp để xả hết, hòa vào hư không, tức là trở về hiệp nhứt với Đạo. Luyện Kim đơn là luyện cho thành Thánh thai (Anh nhi, Xá lợi), chớ không phải luyện thuốc Tiên, trường sanh bất tử. Luyện cho cái Tánh trở thành Kim cang bất hoại, gặp động không loạn, nhập trần không nhiễm, định mà không chết cứng, đi đứng nằm ngồi mà như không đi đứng nằm ngồi, thuyết giảng đạo pháp mà như không thuyết giảng tức như thế là nhập vào Lý Vô Vi vậy.
Đạo giáo với triết lý Vô Vi khi áp dụng vào chính trị có nhiều điểm tương đồng với chủ nghĩa vô chính phủ và chủ nghĩa tự do vì nó cho rằng xã hội sẽ tốt đẹp hơn nếu không bị tầng lớp cai trị áp đặt những ý muốn chủ quan của mình lên xã hội.  Lý Vô vi ít nhiều có sự tương đồng với Tánh Không.

## Đạo giáo như một tôn giáo
Sự khác biệt giữa Đạo giáo triết học và Đạo giáo tôn giáo - được dùng ở đây vì những nguyên nhân thực tiễn - có thể được hiểu như sau: Đạo giáo triết học theo lý tưởng của một Thánh nhân, thực hiện Đạo bằng cách gìn giữ một tâm thức nhất định, trong khi Đạo giáo tôn giáo tìm cách đạt Đạo qua việc ứng dụng những phương pháp như Tĩnh toạ (Khí công, Thái cực quyền), sự tập trung cao độ, thiết tưởng hình dung, thuật luyện kim, nghi lễ và huyền học để tạo một thế giới vi quan từ thân tâm - một ánh tượng của đại vũ trụ - và qua đó đạt được sự hợp nhất với vũ trụ.
Thời điểm đầu tiên được xác nhận của Đạo giáo như một tôn giáo là năm 215, khi Tào Tháo chính thức công nhận trào lưu Thiên sư đạo như một tổ chức tôn giáo.
Nhiều trường phái Đạo giáo tìm cách tu tập đạt trường sinh bất tử. Chúng có lẽ xuất phát từ các phép tu thuộc Tát-mãn giáo và sự sùng bái trường sinh bất tử và được hoà nhập với nhánh Đạo giáo triết học sau này. Tất cả các trường phái Đạo giáo đều nỗ lực tu tập để trở về nguồn.

### Thiên sư đạo

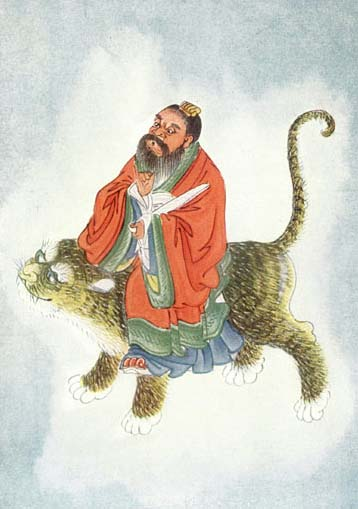
Trương Đạo Lăng

Tổ chức Đạo giáo đầu tiên xuất hiện trong thế kỉ thứ hai sau CN, khi Trương Đạo Lăng) khởi xướng phong trào Thiên sư đạo tại tỉnh Tứ Xuyên năm 142. Có lẽ Trương Đạo Lăng đã bắt chước theo Phật giáo và thâu nhiếp các thành phần của Toả-la-á-tư-đức giáo (zh. en. Zoroastrianism). Trong phái mang tên Ngũ Đẩu Mễ Đạo - gọi theo số gạo đồ đệ phải nộp để gia nhập - người ta tìm thấy những yếu tố, tư tưởng cứu thế chủ và cách mạng: Vương triều Hán nên bị lật đổ để Thiên sư Trương Đạo Lăng cai trị và thời đoạn cuối của thế giới bắt đầu.
Ngũ Đấu Mễ Đạo bắt đầu từ Trương thiên sư tên thật là họ Trương tên Lăng, người đất Phong (nay là huyện Phong, tỉnh Giang Tô), một hậu duệ của Trương Lương. Trương Lăng từ nhỏ đã nghiền Đạo Đức Kinh, thiên văn, địa lý, Hà Đồ, Lạc Thư, thông đạt Ngũ Kinh; khi trưởng thành từng làm quan huyện lệnh ở Giang Châu, thuộc Ba Quận (nay là Trùng Khánh, Tứ Xuyên), thời Hán Minh Đế. Về sau, ông từ quan, ẩn cư trong núi Bắc Mang Sơn học đạo trường sinh. Thời Hán Thuận Đế (khoảng 115 TCN - 20 SCN đến 144 SCN) Trương Lăng vào Ba Thục, tu đạo ở núi Hạc Minh Sơn (cũng gọi Cốc Minh Sơn), xưng là Tam Thiên Pháp Sư Chính Nhất Chân Nhân. Về sau khi truyền đạo trong dân gian, nói rằng mình được Thái Thượng Lão Quân truyền đạo Chính Nhất Minh Uy, phong làm Thiên Sư. Vì vậy, dân gian gọi đạo của ông là Thiên Sư Đạo.
Trước tiên ông trị bệnh để thu hút quần chúng và sau đó là truyền đạo. Khi quy tụ được đông đảo quần chúng, Trương Lăng (bấy giờ bắt đầu gọi là Trương Đạo Lăng hay Trương Thiên Sư) tổ chức 24 điểm truyền đạo gọi là 24 Trị, trong đó ba trung tâm lớn là Dương Bình Trị, Lộc Đường Trị, và Hạc Minh Trị. Do người nhập đạo phải nộp 5 đấu gạo, do đó đạo này gọi tên là Ngũ Đấu Mễ Đạo (đạo 5 đấu gạo), cũng gọi là Mễ Vu (米巫) bởi vì đạo này chịu ảnh hưởng nặng nề của Vu giáo (巫教) của dân tộc thiểu số tại Ba Thục. Một cách giải thích khác là Ngũ Đấu Mễ đọc gần âm với Ngũ Đẩu Mẫu (五斗姆), tức là Bắc Đẩu Mẫu trong Ngũ Phương Tinh Đẩu, đứng đầu trong các sao. Hai cách giải thích này đều thông hành; có thể lúc lập giáo, Trương Lăng đã có chủ ý như vậy. Và cho phù hợp với Nhị Thập Bát Tú (28 sao), sau này 24 Trị phát triển thành 28 Trị.
Khi Trương Lăng mất, con là Trương Hành kế thừa việc truyền đạo. Khi Trương Hành qua đời, con của Trương Hành là Trương Lỗ kế vị. Cả ba đời ông cháu được người đời gọi là Tam Trương, nhưng trong nội bộ phải gọi là Tam Sư: Trương Lăng là Thiên Sư, Trương Hành là Tự Sư, và Trương Lỗ là Hệ Sư.

### Các tông phái chính
Nhìn chung, Đạo giáo có 3 trường phái:
- Đạo học chủ trương tu tánh thiên về vấn đề đắc đạo thành Tiên, quay về với nội tâm tìm sự thanh tĩnh để đạt Đạo, tương đương phương pháp Đốn ngộ của Phật giáo. Đại diện cho trường phái này là Lão Tử, Trang Tử, Liệt Tử (khoảng thế kỷ thứ 4 trước CN) viết Xung Hư chân kinh, Quan Doãn Tử viết Văn Thủy Chân Kinh, Trần Hi Di tức Trần Đoàn Lão Tổ (khoảng 900, đầu thời Tống) là người đã sáng lập khoa Tử vi.
- Tiên học (còn gọi là Đơn Đạo) khác với Đạo học, là phương pháp tiệm tu, đi từ thấp đến cao, từ thô tới tinh, từ hữu vi đến vô vi; có mục tiêu tu hành phản lão hoàn đồng, trường sinh bất lão tức là chủ trương tu tạo nên một xác thân tráng kiện, dần dần tiến đến thân tâm an lạc và cuối cùng mở được tuệ giác và chung cuộc vẫn đi đến chỗ Thiên Nhân hiệp nhất, huyền đồng cùng Trời Đất. Phái Tiên Học cũng thờ Lão Tử nhưng có 3 vị đứng đầu là Đông Hoa Đế Quân Lý Thiết Quải (sống vào thời nhà Hán) tu ở núi Côn Lôn; Chung Ly Quyền (cuối thời Đông Hán), đứng đầu Bát Tiên; Lữ Động Tân là đồ đệ của Hán Chung Ly.

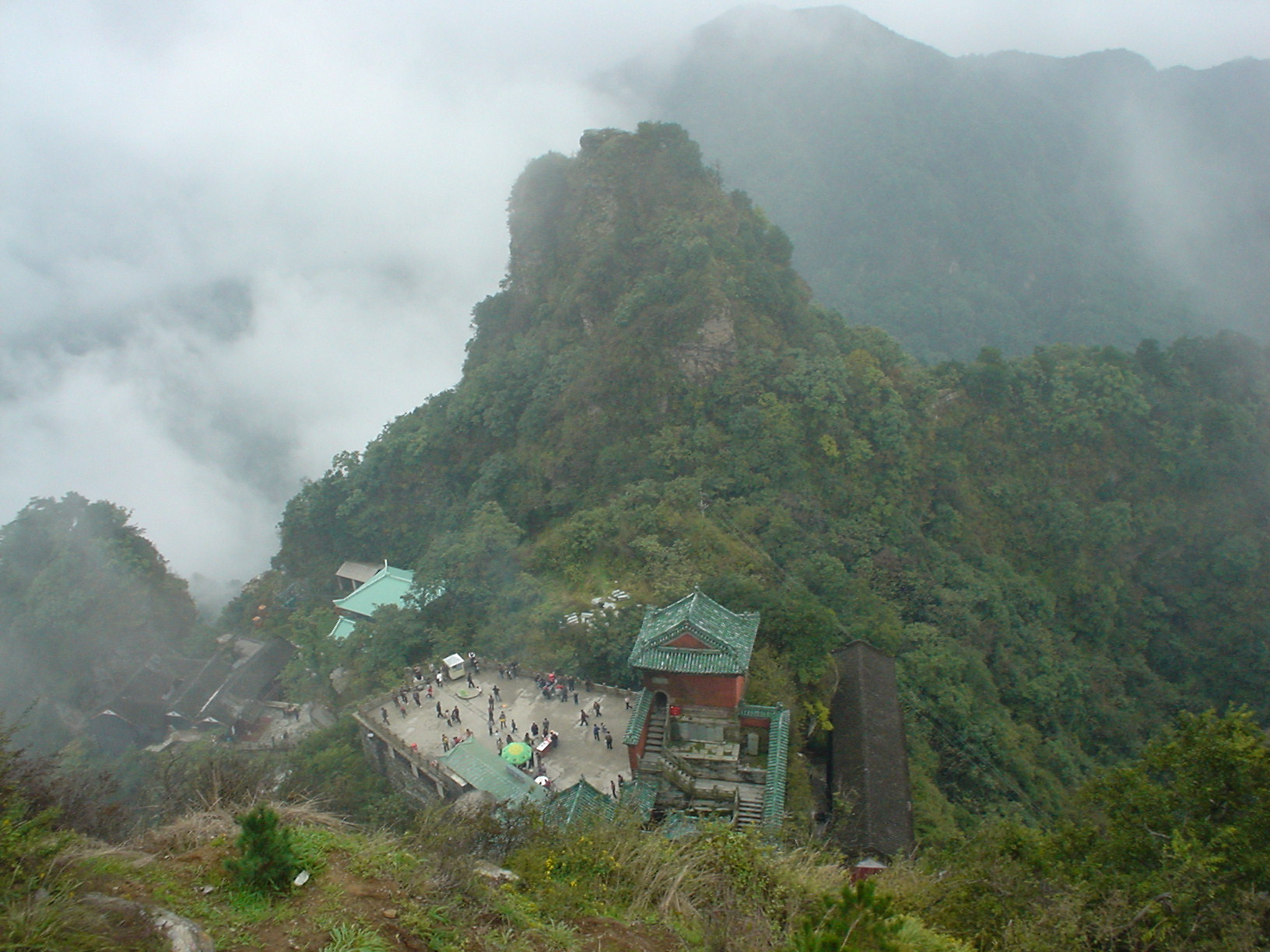
Núi Võ Đang một trong những cái nôi của Đạo giáo nơi sản sinh ra hệ phái Toàn Chân giáo, hệ phái lớn nhất của Đạo giáo

- Đạo giáo nhân gian hay Đạo giáo phù thủy do Trương Đạo Lăng, người nước Bái đến núi Tứ Xuyên tu luyện, là cháu 8 đời của Trương Lương thời Tam Quốc (đời Hán – 206 trước CN và 220 sau CN) sáng lập "Đạo 5 đấu gạo" (Ngũ đấu mễ đạo: ai muốn vào Đạo thì phải nộp 5 đấu gạo), thờ Lão Tử tôn xưng là Thái Thượng Lão Quân dùng kinh kệ, bùa chú, phương thuật, tế lễ... để thu hút tín đồ, được hậu thế phong là Trương Thiên Sư.

Đạo giáo có các tông phái:
- Nam Tông: gồm có Lưu Thao được Chung Ly Quyền truyền Đạo năm 911; Trương Bá Đoan (đời Tống) sáng lập ra Nam Tông.
- Bắc Tông: còn gọi là Toàn Chân Phái, giáo chủ là Vương Trùng Dương, người Hàm Dương, có 7 đệ tử: Khưu Xứ Cơ, Lưu Xứ Huyền, Đàm Xứ Đoan, Mã Ngọc, Hách Đại Thông, Vương Xứ Nhất, Tôn Bất Nhị. Doãn Chân Nhân, người giảng Hoàng Cực hợp Tích Chứng Đạo Tiên Kinh và Liêu Dương Điện Vấn Đáp sau tập hợp thành Tính Mệnh Khuê Chỉ là học trò của Khưu Xứ Cơ
- Đông phái: do Lục Tiềm Hư (Lục Tây Tinh) sáng lập năm 1567 đời Minh Mục Tông.
- Tây phái: do Lý Hàm Hư đời Thanh Hàm Phong sáng lập (1851)
- Trung phái: do Lý Đạo Thuần sáng lập đời Nguyên, đề cao chữ Trung.
- Trương Tam Phong phái: (cuối nhà Nguyên, đầu triều Minh).

Như vậy, Đạo giáo cũng giống như Nho giáo và Phật giáo, ngày càng đi xa chân truyền của vị Giáo Tổ khai sáng. Ngày nay tại Trung Quốc, Đài Loan và Hồng Kông, Đạo giáo vẫn còn rất thịnh hành. Riêng Đài Loan, có tất cả 86 giáo phái hoặc tổ chức Đạo giáo được chính quyền hỗ trợ, nhưng có 6 môn phái nổi bật:
- Phái Chính Nhất hay phái Thiên Sư thuộc Long Hổ Sơn.
- Phái Mao Sơn với hai loại pháp môn: nội công luyện theo kinh Huỳnh Đình và võ công theo Kỳ Môn Độn giáp để trừ tà ma.
- Phái Thái Cực (Võ Đang) với pháp môn tu luyện theo truyền thống Trương Tam Phong và pháp môn võ thuật.
- Phái Toàn Chân theo đường lối của Vương Trùng Dương.
- Phái Thần Tiên: chuyên về biểu diễn bán thuốc hoặc kiếm tiền.
- Phái Lư Sơn thiên về bí thuật.

### Đạo gia khí công
Trước thời Đông Hán (58) bộ môn khí công được chia làm hai loại và phương pháp luyện tập hầu như chưa nhuốm màu sắc tôn giáo như vào những thời đại sau này. Một loại được các môn đồ của Lão giáo và Khổng giáo thường xuyên luyện tập nhằm mục đích dưỡng sinh, bảo tồn sức khỏe; loại khác được sử dụng bởi Y-gia trong việc điều trị dưới những hình thức như châm, cứu, án, ma, kết hợp với nhiều động tác để điều chỉnh, quân bình khí huyết hoặc để chữa trị bệnh tật. Sau này khi Phật giáo được du nhập vào Trung Quốc, một số những kỹ thuật khí công từng được luyện tập bên Ấn Độ cũng bắt đầu được lưu truyền tại Trung Quốc. Đặc biệt vì vua chúa nhà Hán đa số là những Phật tử thuần thành, nên Phật giáo nghiễm nhiên trở thành một tôn giáo chính, nhờ thế nên các chư tăng đã có cơ hội học hỏi một số phương pháp luyện tâm, định thần. Tuy nhiên vì trở ngại về giao thông và truyền thống nên họ đã không thu thập được toàn bộ các phương pháp nói trên.

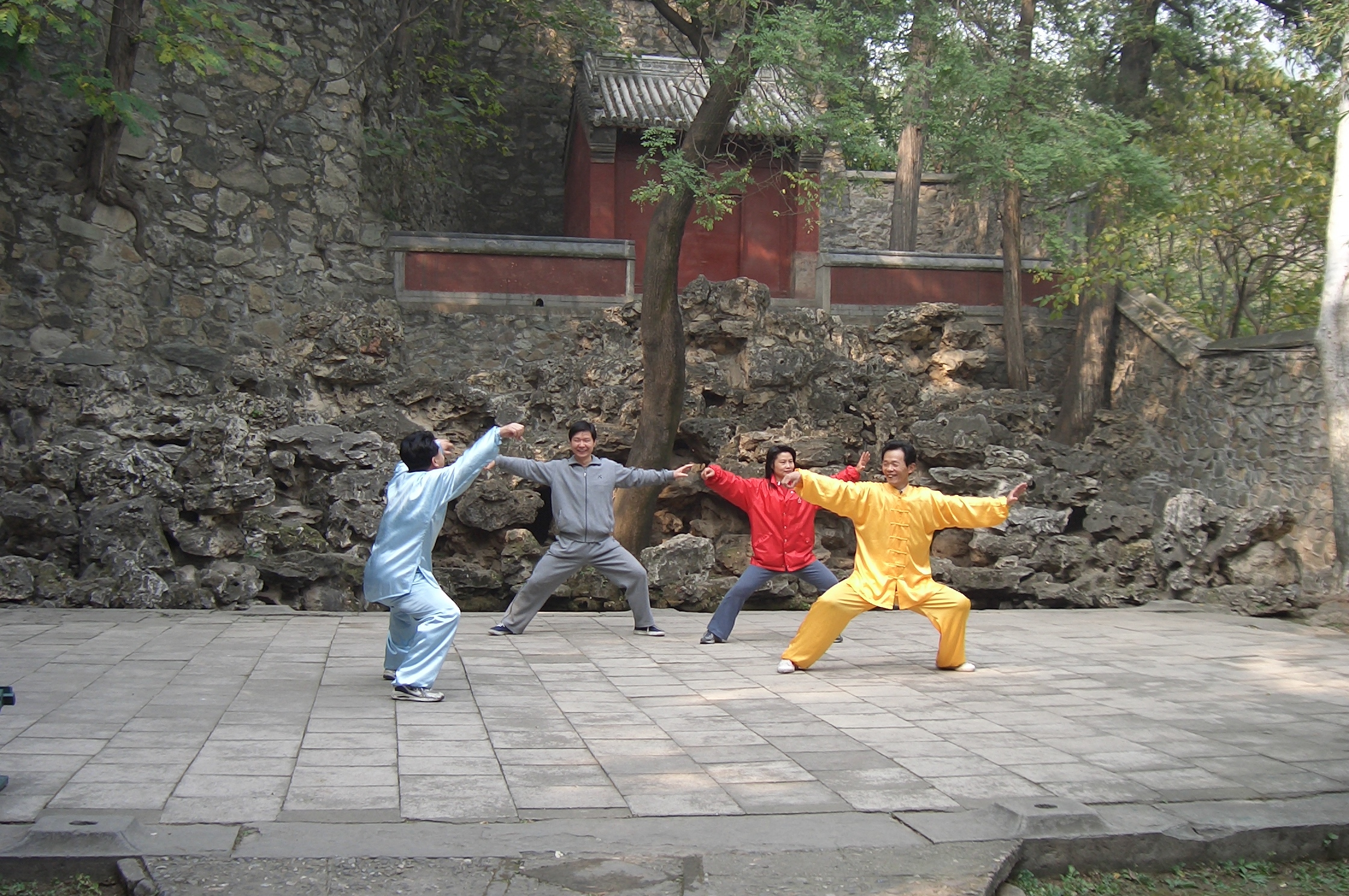
Chiêu thức Đơn tiên trong Quyền lộ Trần gia Thái cực quyền

Hơn nữa, trong khoảng gần năm thế kỷ Phật giáo được phổ biến ở Trung Quốc, chỉ có hai vị cao tăng của Phật giáo Ấn Độ được mời sang thuyết giảng về Phật học. Theo sử sách, vị thứ nhất là Bạt-đà (Buddhabhadra) và vị thứ nhì là Bồ-đề-đạt-ma (Bodhidharma). Tình trạng này đưa đến hậu quả là các tăng ni Trung Quốc hoàn toàn học hỏi, nghiên cứu triết học, giáo lý Phật giáo qua kinh điển, chứ không được trực tiếp truyền thụ bởi những bậc thầy uyên thâm về kiến thức cũng như về kinh nghiệm tu tập. Nên từ đó những cách thức tu luyện của các giáo sĩ Phật giáo Trung Quốc đã hoàn toàn khác biệt với giáo sĩ Phật giáo Ấn Độ. Họ quan niệm rằng phần tâm linh là chính, xác thân là phụ, nên chỉ chú trọng vào việc tôi luyện tinh thần, mà sao lãng phần thể xác. Thêm vào đó, vì chế độ dinh dưỡng thiếu quân bình nên đa số các sư sãi Trung Quốc thời bấy giờ nếu không bệnh hoạn thì cũng yếu kém về thể lực. Tình trạng bi đát này tiếp tục kéo dài mãi cho đến khi Đạt Ma đặt chân lên đất Trung-hoa vào năm 527 dưới triều nhà Lương.
Bồ Đề Đạt Ma ra đời vào khoảng năm 483, ông nguyên là hoàng tử của một tiểu quốc thuộc miền nam Ấn Độ, sau thoát tục trở thành tăng sĩ thuộc hệ phái Mahayana, thường được xem là một vị Bồ Tát chuyên cứu độ chúng sanh. Theo sự thỉnh cầu của Lương Vũ Đế năm 527, ông đến Trung Hoa để thuyết pháp. Về sau khi thấy nhà vua và triều đình không đồng ý với những tư tưởng ông truyền bá, ông đã lui về ẩn thân ở Thiếu Lâm tự. Tại đây, nhận thấy đa số chư tăng đều ốm yếu và bệnh hoạn, ông đã trao tặng họ hai bộ Dịch Cân kinh và Tẩy Tủy kinh, là những phương pháp tu luyện khả dĩ giúp họ thăng tiến trên đường tu tập. Dịch Cân kinh hướng dẫn các sư tăng làm cách nào để gia tăng thể lực, thay đổi bản chất từ yếu đuối suy nhược đến chỗ tráng kiện. Phương pháp này đã giúp học sau một thời gian luyện tập không những sức khỏe được hồi phục, còn tăng cường thể lực. Hơn nữa khi phối hợp những kỹ thuật của Dịch-Cân kinh với võ thuật, những chiêu thức cũ bỗng trở nên vô cùng dũng mãnh và lợi hại. Riêng môn Tẩy-Tủy công là một phương pháp "rửa" sạch chất tủy, gia tăng số lượng hồng huyết cầu, tăng cường sức đề kháng của cơ thể, đồng thời trì hoãn lại sự già nua của các tế bào, nhưng quan trọng nhất là những ảnh hưởng trực tiếp đến não bộ, giúp họ trong việc an định tinh thần, là phần tối quan trọng trong tiến trình tu tập để đạt đến sự giác ngộ. Vì những môn công phu này rất cao về phần lý thuyết và khó luyện tập, nên mỗi thế hệ sư tăng chỉ có một số ít cao đồ được bí mật truyền dạy và thành đạt.
Cũng vào thời gian này, một tôn giáo khác được khai sinh lấy danh xưng là Đạo giáo. Người khai sáng ra tôn giáo này là đạo sĩ Trương Đạo Lăng. Ông học được phép trường sinh bất lão, vào đất Thục ngụ ở núi Hạc Minh soạn ra bộ Đạo thư gồm 24 chương và chuyên làm bùa để trị bệnh. Ông đã kết hợp nền triết học cổ truyền của Lão giáo với giáo lý Phật giáo như những thuyết về kiếp số, những luật khai độ để lập thành Đạo giáo. Chúng ta cũng đừng quên rằng: trước khi Đạo-giáo ra đời, các đạo sĩ Lão giáo đã xuất hiện từ nhiều thế kỷ về trước, vì thế phương thuật thiền định khí công của họ đã đạt đến trình độ thượng thừa, nên dù sau này khi Phật-giáo đã được dung hòa với Đạo giáo, chỉ có một số ít những phương pháp tập luyện được biến cải. Còn về mặt thể lực, vì đồng quan điểm với Phật-gia, nên Đạo-gia cũng không mấy quan tâm và chú trọng.
Vào giai đoạn này, sự liên hệ giữa hai giáo phái trở nên rất mật thiết, nên sau khi Bồ-đề-đạt-ma qua đời, Đạo gia dần dà cũng nắm được những bí kiếp luyện khí công của Phật gia. Chỉ vài trăm năm sau, môn Dịch-Cân Kinh hầu như đã được truyền bá rất rộng rãi trong giới Đạo-gia. Đến đời nhà Tống (960), Thái Cực quyền, một môn nội đan khí công chú trọng đến việc luyện khí được sáng tác bởi Đạo-sĩ Trương-Tam-Phong trên núi Võ Đang, đã biến địa danh này trở thành trung tâm điểm của Đạo-giáo và phái Nội-Đan khí công. Trong khi đó Thiếu-Lâm tự thường được coi là nơi có nhiều thẩm quyền hơn về môn Ngoại-Đan khí công.
Riêng về môn Tẩy-Tủy công tưởng đã bị thất truyền, cơ may xảy ra dưới thời nhà Thanh (1636-1912). Để đàn áp và trả thù, rất nhiều đạo sĩ, tăng sĩ đã bị bắt bớ, tù đầy, giam cầm, khủng bố và sát hại; số lượng chùa chiền, đạo quán bị quan quân nhà Thanh đốt phá cũng không ít (điển hình là trường hợp chùa Thiếu Lâm, núi La Phù). Một số đạo sĩ, cao tăng may mắn đào thoát được, và để tiếp tục kháng chiến họ bắt đầu truyền dạy những tuyệt kỹ của môn Dịch-Cân kinh và Tẩy-Tủy công cho dân gian. Nhờ vậy cả hai bí kiếp này vẫn còn được lưu truyền cho đến ngày nay.
Đạo-gia tin rằng căn nguyên của những phiền não thế tục là do thất tình, lục dục mang đến. Muốn chế ngự được những cảm xúc này chúng ta phải tu tập và tôi luyện để thần khí đạt đến được trạng thái an định, độc lập. Từ đó không những giác ngộ, trường sinh bất lão còn có thể làm chủ được định mệnh của mình sau khi lìa thế. Tiến trình luyện tập của Đạo-gia được chia làm 3 giai đoạn:
- Luyện Tinh hóa Khí: Giai đoạn này liên quan đến việc gia tăng và kết tụ nguyên tinh (original essence). Sau đó chuyển hóa tinh thành khí bằng những phương pháp thiền định hay những kỹ thuật nội công theo đúng một chu kỳ là 100 ngày.
- Luyện Khí hóa Thần: Sau một thời gian luyện tập, khí được luân chuyển theo đại chu thiên hay chính là pháp giới hậu thiên. Qua giai đoạn này đã đủ nằm ngoài tam giới không thuộc luân hồi.
- Luyện Thần phản Hư: Giai đoạn tu luyện đưa thần trở về với hư không (vô-cực). Nhưng nói đúng hơn là đưa thần về với bản chất của nó, vượt qua thế gian sâm la vạn tượng, thoát khỏi nhân quả dây dưa, này gọi là quy về Hư không. Vì không làm gì nên không dính nhân quả, vì không còn là một phần trong thế gian sâm la vạn tượng, thế giới tuần hoàn nên gọi là quay về Hư không
- Luyện Hư hợp Đạo: Từ cái Hư không tiến thêm một bước hợp Đạo, Đạo này là Đạo của người, Đạo của Đất, Đạo của Trời, Đạo của tự nhiên, này là quay về với Đạo, sau hành trình dài tu hành cuối cùng quay về với Đạo. Sinh ra từ Đạo, cuối cùng quay về với Đạo

Dịch-Cân kinh và Tẩy-Tủy công cũng được Đạo-gia coi là những phương pháp giúp chống lại sự già nua, kéo dài tuổi thọ. Trong khi Dịch-Cân kinh tôi luyện phần thân xác, thì Tẩy-Tủy công giúp khí lưu chuyển trong tủy sống, giúp tủy sạch sẽ tươi nhuận. Tủy sống là nơi sản xuất phần lớn số lượng hồng huyết cầu và bạch huyết cầu. Chúng có nhiệm vụ mang những dưỡng chất cần thiết cho việc nuôi dưỡng các tế bào cùng các cơ quan trong cơ thể của chúng ta, đồng thời tẩy trừ, thanh lọc các chất cặn bã và độc tố. Khi hồng huyết cầu tươi tốt hoạt động bình thường, cơ thể chúng ta khỏe mạnh hữu hiệu trong việc chống lại bệnh tật, đình trệ sự già nua. Vì thế đối với Đạo-gia trên 100 tuổi vẫn chưa được coi là thọ. Tục truyền Lão tử thọ đến 250 tuổi.
Nhằm mục đích tôi luyện Thân, Tâm. Đạo-gia đề ra 3 đường lối để luyện tập:
- Kim Đan Đại Đạo: Đường lối này hướng dẫn cách luyện tập tự bản thân vì cho rằng chúng ta có thể đạt được sự trường sinh bất lão hay giác ngộ tự bản thể của mỗi cá nhân. Kim Đan Đạo dưới thời nhà Tấn do một ông quan là Cát Hồng khởi xướng chủ trương tu Tiên bằng hai cách: nội tu và ngoại dưỡng. Ngoại dưỡng là dùng kim đan gọi là thuốc trường sinh luyện bằng các khoáng chất như thần sa, vàng... Nội tu là rèn luyện thân thể bằng phép dưỡng sinh, tịnh luyện tinh – khí – thần để "hườn Hư".
- Tính Mệnh Song Tu: Cũng chính là phép tu chủ yếu của đạo gia, bao gồm kim đơn như trên và 4 đại phái khác là thái cực, phù lục, kiếm tiên và huyền chân. Mục đích đều là hoàn đến vô cực dù trời đất có hư hoại vẫn không bị ảnh hưởng, có thể tái lập thiên địa, pháp lực vô biên. Các công phu này vẫn là cực bí mật ít người biết.(Lục Tiềm Hư đề xướng).
- Đạo Ngoại Dược Giáo: Cách này chuyên dùng dược liệu để vận hành và kiểm soát khí lực trong khi luyện tập. Những vị như sâm, nhung thường được sử dụng để bào chế phương dược. Theo một số đông Đạo-sĩ, dược liệu cũng có nghĩa là khí. Có thể trao đổi hoặc tiếp nhận do đó họ chủ trương lối sống khoáng dật.

Qua những cách thức luyện tập kể trên, sau đời nhà Tống (960-1367) Đạo-gia lại chia làm hai phái rõ rệt:
- Chính Diêu Phái: Phái này cực lực lên án việc luyện khí công với đối tượng cùng phái hoặc khác phái tính là trái với luân thường, đạo lý. Họ chủ trương như Phật-gia: phương thức dẫn dắt đến sự giác ngộ là tôi luyện chính bản thân mình. Nếu tập luyện với người khác bất kể phái tính nào, cũng sẽ làm tâm trí mất đi nét thanh tịnh gây trở ngại cho việc tu tập.
- Thái Dược Phái: Phái này chủ trương tu luyện cho thân xác khỏe mạnh và trường thọ để tiêu dao trên cõi trần hoàn chứ không đặt nặng phần tâm linh, nên họ lý luận rằng: nếu kết hợp cả ba đường lối kể trên, không những đạt được kết quả mau chóng, còn rất thực tế và hữu dụng. Phái này còn được mệnh danh là phái " Thần Tiên Đan Đỉnh ".

## Đạo giáo trên thế giới

### Đạo giáo tại Trung Quốc

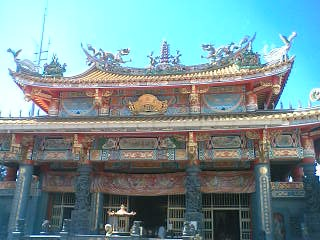
Một ngôi Đạo quán của Đạo giáo

Đạo giáo là tôn giáo sinh trưởng tại địa phương Trung Quốc, bắt đầu từ thế kỷ thứ 6 TCN, đến nay đã có hơn 2500 năm lịch sử. Đạo giáo kế thừa sự sùng bái thiên nhiên và sùng bái tổ tiên của thời cổ Trung Quốc, trong lịch sử có rất nhiều giáo phái, sau này dần dần diễn biến thành hai giáo phái lớn Toàn Chân Đạo và Chính Nhất Đạo, có ảnh hưởng nhất định trong dân tộc Hán. Do Đạo giáo không có nghi thức và quy định nhập giáo nghiêm khắc, số người theo đạo rất khó thống kê. Trung Quốc hiện có hơn 1500 ngôi Đạo quán, hơn 25 nghìn đạo sĩ nam, nữ, với khoảng 360 triệu tín đồ.
Không chỉ là một tôn giáo, dạy con người trở về với gốc Đạo, huyền đồng cùng vũ trụ, Đạo giáo còn đóng góp rất nhiều cho nền văn minh Trung Quốc. Rất nhiều thành tựu văn hóa, khoa học, y học của người Trung Quốc chịu ảnh hưởng của Đạo giáo đã lan truyền khắp thế giới như:
- Khuynh hướng hội họa của dòng tranh "Thủy mặc" hay "tranh sơn thủy" thể hiện sự cân bằng tuyệt hảo giữa Âm - Dương.
- Thuật Phong thủy chỉ rõ cách chọn hướng, cách thiết kế môi trường xây dựng theo một hệ thống phối hợp các yếu tố quan trọng của không gian và thời gian nhằm mang lại sự hài hòa tối đa trong mọi tương tác giữa con người và thiên nhiên.
- Võ thuật với nguyên tắc "mềm như nước" nhưng hết sức hiệu quả, giúp cho con người giải tỏa những tắt nghẽn sinh lực, đưa thân thể trở về trạng thái cân bằng, vừa hài hòa thể lý lẫn tinh thần mà ngày nay rất phổ biến. Đó là môn Thái cực quyền.
- Về y học, phương pháp châm cứu và bấm huyệt được xem là cách trị bệnh rất hiệu quả.
- Về tư tưởng, Đạo giáo đã chủ trương bất tử, tức là quan niệm lúc chết, sự sống con người được thay đổi chứ không bị mất đi, cho nên con người có một thái độ tích cực đối với thân phận chính mình.

### Đạo giáo tại Việt Nam
Đạo giáo thâm nhập vào Việt Nam từ khoảng cuối thế kỷ thứ 2. Đạo giáo có hai phái tu là nội tu và ngoại dưỡng, phái nội tu phổ biến ở Việt Nam hơn. Thời Bắc thuộc, Đạo giáo chỉ phổ biến trong dân gian, đến thời phong kiến độc lập, các nhà Đinh, Lê, Lý, Trần đều coi trong các đạo sỹ không kém các tăng sư, bên cạnh Tăng quan còn có cả Đạo quan. Từ đời Lê Trung hưng Đạo giáo bắt đầu suy thoái, những đạo quán bị Phật giáo hóa, trở thành chùa. Bên cạnh tượng các thánh của Đạo giáo còn có thêm tượng Phật. Ngày nay, Đạo giáo Việt Nam với tư cách là một tôn giáo không còn tồn tại nữa, tuy nhiên những ảnh hưởng của nó đến tư duy và đời sống xã hội của người Việt thì vẫn còn. Thuật phong thủy, các phương pháp dưỡng sinh, các môn võ thuật, các hình thức bói toán, cúng bái, trừ tà của Đạo giáo vẫn phổ biến tại Việt Nam. Tại Hà Nội vẫn còn một số đạo quán của Đạo giáo như Thăng Long tứ quán bao gồm Trấn Vũ quán, nay gọi là đền Quán Thánh ở phố Quán Thánh; Huyền Thiên quán, nay là chùa Huyền Thiên ở phố Hàng Khoai; Đồng Thiên quán, nay là chùa Kim Cổ ở phố Đường Thành; Đế Thích quán, nay là chùa Vua ở phố Thịnh Yên.

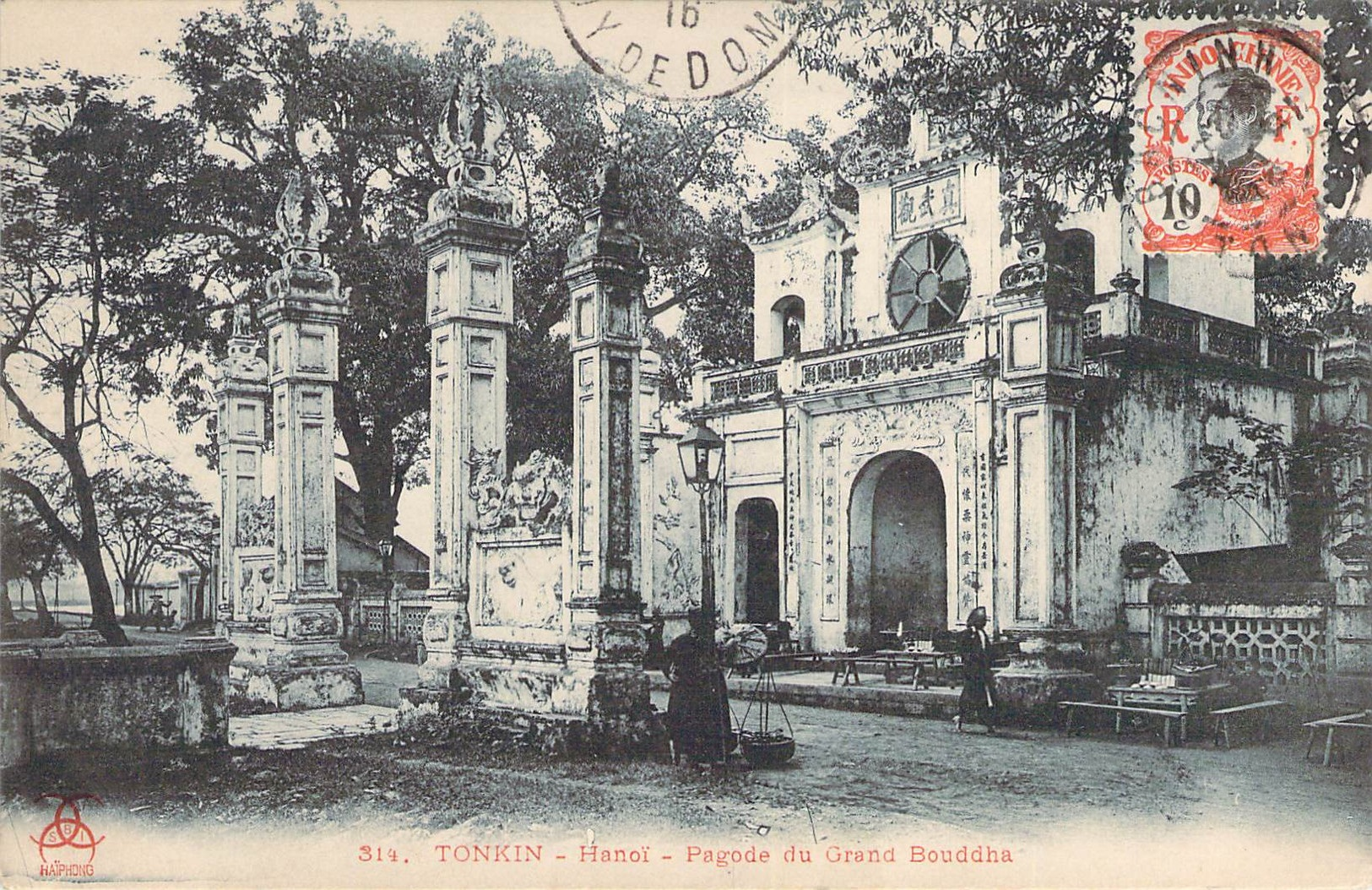
Cổng tam quan Đền Quán Thánh vào đầu thế kỷ 20

Đạo giáo đi vào Việt Nam, đặc biệt là Đạo giáo phù thủy, tìm thấy ngay rất nhiều điểm tương đồng với tín ngưỡng ma thuật của người Việt nên Đạo giáo ăn sâu vào người Việt rất dễ dàng. Trước đó người Việt đã từng sùng bái ma thuật, phù phép. Họ tin rằng những lá bùa, những câu thần chú có thể chữa được bệnh tật và trị được tà ma. Tương truyền Hùng Vương vì giỏi phù phép nên có uy tín thu thập được 15 bộ để lập nên nước Văn Lang. Dưới thời Bắc thuộc, Đạo giáo rất phát triển ở Việt Nam. Nhiều quan lại Trung Hoa sang Việt Nam cai trị đều thích phương thuật, ví dụ Cao Biền đời Đường từng "cưỡi diều tìm long mạch" để triệt nguồn nhân tài Việt Nam. Thế nên, nếu Nho giáo phải đến thời Lý mới được thừa nhận thì Đạo giáo hòa trộn với tín ngưỡng ma thuật đến mức không còn ranh giới. Từ Trung Quốc vào Việt Nam, Đạo giáo cũng vẫn giữ hai phái là Đạo giáo nhân gian thờ Đức Ngọc Hoàng Thượng đế, Thái Thượng Lão Quân, thần Trấn Vũ (Huyền Vũ), Quan Thánh Đế Quân. Bên cạnh đó, có sự kết hợp với tín ngưỡng dân gian, Đạo giáo còn thờ nhiều vị thần thánh khác của người Việt như Đức thánh Trần, Thánh mẫu Liễu Hạnh, cùng với Tam Phủ, Tứ Phủ, cho thấy sự hòa quyện giữa Đạo giáo và tín ngưỡng thờ Mẫu của người Việt. Ngoài ra, các pháp sư Việt Nam từ Bắc chí Nam còn thường hay thờ các thần Ngũ Hổ bằng bức tranh con hổ hay Quan Lớn Tuần Tranh là hai con rắn Thanh Xà và Bạch Xà quấn trên xà nhà trước bàn thờ. Đặc biệt, Đạo giáo đã đem sang Việt Nam phương pháp cầu Tiên.
Sách Đạo Tạng Kinh của Đạo giáo cho biết "Sau khi vua Hán Linh Đế (168 – 189) băng hà, xã hội Trung Hoa rối loạn, chỉ có đất Giao Châu là tạm yên ổn. Người phương Bắc sang lánh nạn rất đông, phần nhiều là các đạo sỹ luyện phép trường sinh theo cách nhịn ăn". Liệt Tiên truyện ghi rằng Thái thú quận Giao Chỉ Sĩ Nhiếp bệnh chết ba ngày thì được một đạo sĩ là Đổng Phụng cho viên thuốc hòa vào nước ngậm, nhờ thế mà hồi phục trở lại. Cũng sách này ghi rằng ở Yên Tử có Yên Kỳ Sinh là vị tiên nhân từ thời Tần Thủy Hoàng đến đây để tìm cây thạch xương bồ rồi ở lại để tu luyện. Thời Đường Minh Hoàng, Thứ sử Giao Châu là Lưu Hướng cho xây đền Quán La ở động Già La. Đền Quán La vốn là đền thờ Huyền Thiên Trấn Vũ, có tên thời bấy giờ là quán Khai Nguyên. Đến thời Trần Hiến Tông vẫn có đạo sĩ tu luyện tại đây. Thời Trần Dụ Tông có nhà sư trùng tu đạo quán thành chùa, lấy tên là An Dưỡng tự. Dưới thời vua Lê Thần Tông, thế kỷ 17, xuất hiện một trường phái Đạo giáo Việt Nam có quy mô rất lớn gọi là Nội đạo, do Trần Toàn là một vị quan triều Lê, không theo nhà Mạc, từ quan về tu Tiên, mở Đạo trường ở Hoằng Hóa (Thanh Hóa), có 10 vạn tín đồ, được tôn là Thượng Sư. Tương truyền vua Lê Thần Tông bị bệnh mọc lông cọp được Trần Toàn dùng bùa phép và thần chú chữa khỏi. Ông còn cứu sống cho con Chúa chết đã 2 ngày, nên được Vua và Chúa cho người cất nhà cho và tự tay vua ghi 3 chữ "Nội Đạo Tràng". Ba người con trai của ông được tôn là "Tam Thánh". Phái Đạo này phát triển vào Nghệ An và ra Bắc, đến tận thế kỷ 20 hãy còn tồn tại nhiều trung tâm của đạo này ở Thanh Hóa, Nghệ An, Hải Dương, Hưng Yên, Hà Nội. Cuối thời Lê và trong thời Quang Trung, nhiều công trình Đạo giáo được xây dựng quanh khu vực Hồ Tây. Đạo giáo được truyền vào Việt Nam khá sớm và tồn tại như một tôn giáo đến đầu thế kỷ XX nhưng sau đó biến mất do không có những phong trào chấn hưng nó như Phật giáo.
Thời Bắc thuộc, Đạo giáo chỉ phổ biến trong dân gian, đến thời phong kiến độc lập, các nhà Đinh, Lê, Lý, Trần đều coi trong các đạo sỹ không kém các tăng sư, bên cạnh Tăng quan còn có cả Đạo quan. Khi Đinh Tiên Hoàng thống nhất 12 sứ quân, lập nước Đại Cồ Việt, định đô ở Hoa Lư, đã cho mời một tăng, một đạo làm cố vấn cho triều đình. Chế độ một tăng, một đạo cố vấn cho triều đình duy trì đến thời Lý. Dưới các triều Đinh, Lê, Lý, Trần đều có chọn các đạo sĩ làm cố vấn bên cạnh các nhà sư: nên có chức đạo quan và tăng quan. Tương truyền vua Đinh Tiên Hoàng từng lấy lễ thầy trò để tiếp đãi pháp sư Văn Du Tường, nhờ ông chém chết yêu quái quỷ Xương Cuồng vốn là Mộc tinh (con hổ thành tinh) ở cây chiên đàn lâu năm. Đời nhà Lý các đạo sĩ Trần Tuệ Long và Trịnh Trí Không giữ địa vị quan trọng trong triều. Đại Việt sử ký toàn thư ghi rằng trong thời Lý có Lý Giác ở Diễn Châu học được phép thuật biến cây cỏ thành người, khởi binh làm loạn chống lại triều đình. Vào thời Trần Phế Đế, năm 1379, ở Bắc Giang có Nguyễn Bổ cho là mình có nhiều phép thần, tự xưng vương, lấy hiệu Đường Lang Tử Y. Đến thời Lê, Nho giáo chiếm vị trí độc tôn trong chính quyền trung ương, vị thế của Phật giáo và Đạo giáo giảm sút nhưng ảnh hưởng của chúng lên xã hội vẫn còn. Dưới thời vua Lê Thần Tông, thế kỷ 17, xuất hiện một trường phái Đạo giáo Việt Nam có quy mô rất lớn gọi là Nội đạo, do Trần Toàn là một vị quan triều Lê, không theo nhà Mạc, từ quan về tu Tiên, mở Đạo trường ở Hoằng Hóa (Thanh Hóa), có 10 vạn tín đồ, được tôn là Thượng Sư. Tương truyền vua Lê Thần Tông bị bệnh mọc lông cọp được Trần Toàn dùng bùa phép và thần chú chữa khỏi. Ông còn cứu sống cho con Chúa chết đã 2 ngày, nên được Vua và Chúa cho người cất nhà cho và tự tay vua ghi 3 chữ "Nội Đạo Tràng". Ba người con trai của ông được tôn là "Tam Thánh". Phái Đạo này phát triển vào Nghệ An và ra Bắc, đến tận thế kỷ 20 hãy còn tồn tại nhiều trung tâm của đạo này ở Thanh Hóa, Nghệ An, Hải Dương, Hưng Yên, Hà Nội. Năm 1895, hậu duệ nhà Mạc là Mạc Đĩnh Phúc tuyên truyền mình có phép lạ điều khiển được đạn súng kêu gọi khởi nghĩa chống Pháp. Đầu thế kỷ 20, có khởi nghĩa của Phan Xích Long, người sáng lập Thất Sơn Thần Quyền năm 1912.
Kinh sách của Đạo giáo được truyền sang Việt Nam hiện vẫn còn truyền tụng, ngoài hai quyển đầu tiên là Đạo Đức Kinh của Đức Lão Tử và Nam Hoa Kinh của Trang Tử, còn có quyển Huỳnh Đình Kinh dạy cách luyện Đạo, Thanh Tịnh Kinh và Cảm Ứng Kinh dạy về lẽ lành dữ trả vay cho người tu giải thoát. Tất cả tương truyền là do Đức Thái Thượng Đạo Tổ giáng cơ dạy từ xưa bên Trung Quốc.
Đặc biệt, Đạo giáo khi vào Việt Nam, hòa quyện với văn hóa tín ngưỡng dân gian đã hình thành một khuynh hướng của những người thật sự không phải là tín đồ đạo Lão nhưng có tư tưởng gần với phái Tiên Đạo hay Đạo giáo Thần Tiên, tức ưa thích đời sống thanh tĩnh nhàn lạc. Đó là những bậc trí thức Nho giáo, sinh không gặp thời, gặp chuyện bất bình nơi chốn quan trường hay các bậc anh hùng đã làm xong phận sự nam nhi đến lúc công thành thân thối lui về ẩn dật, vui thú điền viên cùng với thiên nhiên thi phú, cuộc cờ chén rượu mà theo dòng lịch sử, chẳng hạn như Nguyễn Trãi, Chu Văn An, Trạng Trình Nguyễn Bỉnh Khiêm, Nguyễn Khuyến, Nguyễn Công Trứ,... với cuộc sống "tri túc, tiện túc, đãi túc, hà thời túc; tri nhàn, tiện nhàn, đãi nhàn, hà thời nhàn" của học thuyết Lão Trang. Giới sĩ phu xưa thường cùng nhau tổ chức cầu Tiên để hỏi về vận nước, chuyện kiết hung đại sự... Nhiều đàn cầu Tiên nổi danh một thời như đền Ngọc Sơn (Hà Nội), đền Tản Viên (Sơn Tây), đền Đào Xá (Hưng Yên)... Đầu thế kỷ 20, các đàn cầu Tiên (gọi là thiện đàn) mọc lên khắp nơi. Ngày nay, Đạo giáo Việt Nam với tư cách là một tôn giáo không còn tồn tại nữa, tuy nhiên những ảnh hưởng của nó đến đời sống xã hội, nhất là tại các vùng kém phát triển thì vẫn còn rất mạnh mẽ.